# Hajná Nová Ves
Hajná Nová Ves – wieś (obec) na Słowacji, w kraju nitrzańskim, w powiecie Topolczany na Nizinie Naddunajskiej.

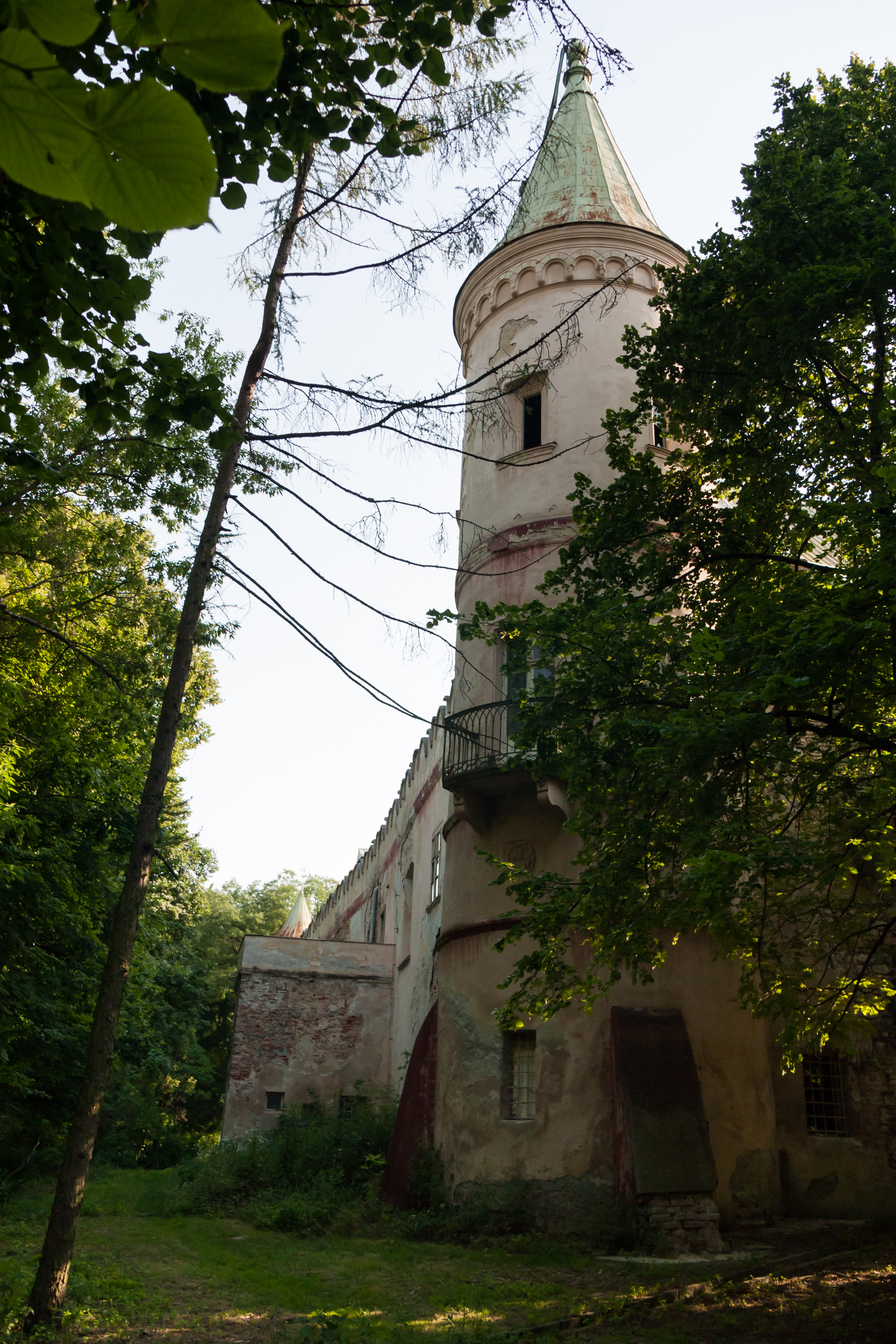
Pałac